# Saint-Saud-Lacoussière
Saint-Saud-Lacoussière (okzitanisch Sensaut e la Cossiera) ist eine französische Gemeinde mit 823 Einwohnern (Stand 1. Januar 2022) im Norden des Départements Dordogne in der Region Nouvelle-Aquitaine. Sie gehört zum Arrondissement Nontron, zum Kanton Périgord Vert Nontronnais und zum Gemeindeverband Périgord Nontronnais. Die Einwohner werden als Saint-Saudois bzw. Saint-Saudoises bezeichnet.

## Etymologie
Der Ursprung des Okzitanischen Sensaut ist nicht ganz geklärt. Die zweite Wortsilbe saut bedeutet einen bewaldeten Abhang oder einen Hohlweg (wörtlich Sprung). La cossiera ist eine Variante von la corsiera mit der Bedeutung Rinne oder Abzugsgraben.

## Geographie

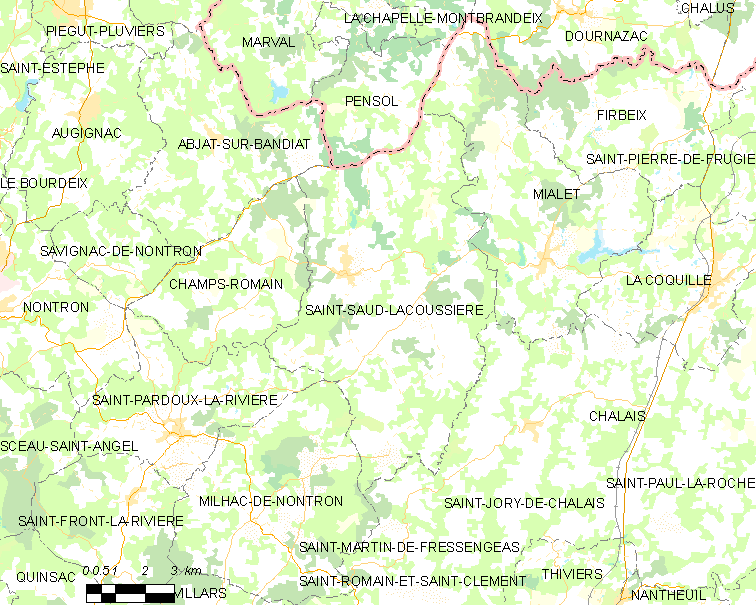
Lagekarte von Saint-Saud-Lacoussière

Saint-Saud-Lacoussière liegt auf halbem Weg zwischen Nontron und La Coquille. Die Entfernung zu dem im Westen gelegenen Nontron beträgt zwölf Kilometer, zu dem im Osten gelegenen La Coquille ebenfalls zwölf Kilometer (Luftlinie).
Die Gemeinde wird von folgenden acht Nachbargemeinden umgeben:
| Abjat-sur-Bandiat                       | Pensol (Département Haute-Vienne)           | Mialet                |
| Saint-Pardoux-la-Rivière, Champs-Romain | Kompassrose, die auf Nachbargemeinden zeigt | Mialet                |
| Milhac-de-Nontron                       | Saint-Martin-de-Fressengeas                 | Saint-Jory-de-Chalais |

Saint-Saud-Lacoussière ist Grenzgemeinde zum Département Haute-Vienne. Flächenmäßig ist sie mit 58,04 km² die größte Gemeinde im Kanton Périgord Vert Nontronnais. Zu ihrem Gebiet gehören neben dem Ortskern zahlreiche Weiler, Gehöfte, Schlösser, Mühlen, Schmieden, Ziegeleien und Geländepunkte:
Aux Juges, Beynac, Bœuf Mort, Bois de la Chapelle, Bois de Mazaudet, Bois du Pimpidour, Bois de Tendeix, Bonnefond, Bourbon, Bourneix, Chapellas, Châtaignier, Château de Beynac, Chez Farjouty, Claud de la Veyrière, Contussier, Côte Chaude, Étang de Bonnefond, Étang de la Garenne, Étang de Pabot, Fontaine de la Goutte, Forge de la Maque, Grand Étang, Grandcoing, Jalazier, L’Aubade, La Beauzetie, La Besse, La Bucherie, La Chapelle Verlaine, La Fontaine de Loriot, La Forêt, La Forêt de Beynac, La Garde, La Gourgousse, La Jurie, La Maque, La Petite Garde, La Petite Sagne, La Peyrière, La Pinalie de Grandcoing, La Pinalie de Montagnac, La Porcherie, La Rebière, La Rouderie, La Sagne, La Tuilerie de la Veyrière, La Valade, La Veyrière, La Villotte, Lacoussière, Lage, Larret, Le Breuil, Le Claud du Four, Le Grand Peytour, Le Grand Roc, Le Monteix, Le Moulin de Lacoussière, Le Moulin de Maziéras, Le Pic, Le Pimpidour, Le Puy, Le Roudat, Le Tendeix, Le Vieux Moulin, Les Bordes, Les Carrières, Les Clèdes, Les Couderchoux, Les Farges, Les Gargalines, Les Grafouillades, Les Marottes, Les Paleyres, Les Petites Bordes, Les Peychères, Les Places, Les Quatre Routes, Les Rivalles, Les Tuileries de Vaure, Maberout, Maisonneuve, Manaud, Mazaubrun, Mazaudet, Maziéras, Montagnac, Moulin de Grandcoing, Moulin du Pont, Mouton, Nicolas, Petit Peytour, Peyfreix, Peyrouse, Pont des Brasdoux, Puydoyeux, Saut du Chalard, Soumagnac, Trou de Philippou, Vachaumard, Vacher, Vaure, Veyrinas und Vieille Abbaye.
Der topographisch tiefste Punkt des Gemeindegebietes liegt mit 189 Metern über dem Meer an der Dronne im Westen, der höchste Punkt mit 370 Metern im äußersten Nordosten bei le Roudat. Die absolute Höhendifferenz beträgt 181 Meter. Der Ortskern befindet sich auf 300 Meter Meerhöhe.

### Verkehrsanbindung
Von La Coquille kommend durchquert die D 79 den Ortskern und führt weiter nach Westen in Richtung Nontron. Am Nordrand des Gemeindegebiets verläuft die D 6a (Haute-Vienne), die in der Dordogne als D 85 bezeichnet wird; sie kommt von Nordosten aus Dournazac und zieht dann weiter nach Nontron. Den Südteil der Gemeinde (linke Talseite der Dronne) durchfährt in Südwestrichtung die D 82 von Mialet nach Villars. Im Ortskern kreuzt außerdem eine Nord-Süd-verlaufende Kommunalstraße; sie stellt Anschlüsse zur D 6a im Norden und zur D 82 im Süden her; darüber hinaus ermöglicht sie eine Verbindung nach Thiviers.

### Fernwanderweg
Der Fernwanderweg GR 361 durchquert die Gemeinde in etwa mittig in Nord-Süd-Richtung.

### Bodenbedeckung

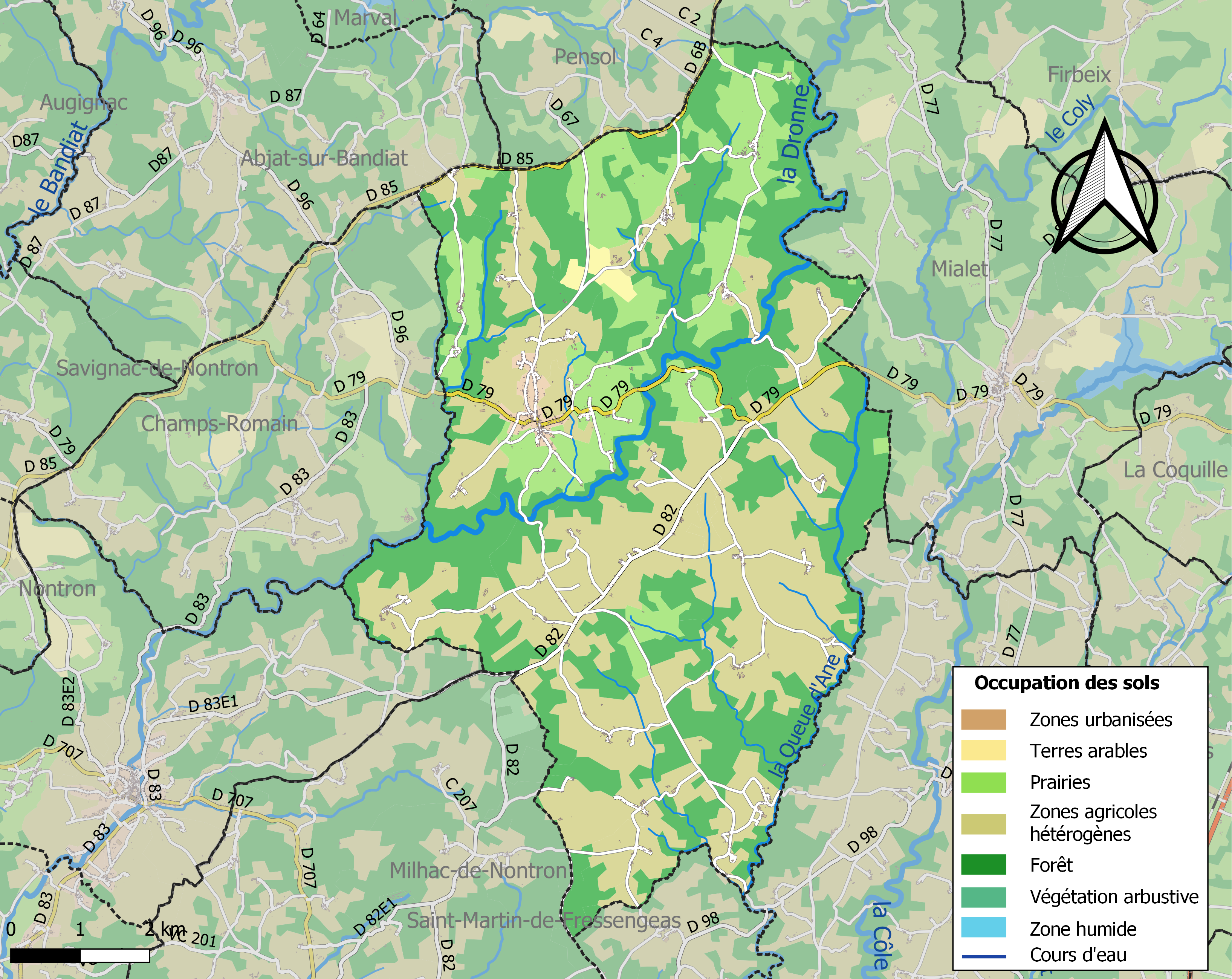
Bodenbedeckung in Saint-Saud-Lacoussière

Die Bodenbedeckung der Gemeinde Saint-Saud-Lacoussière schlüsselt sich im Jahr 2018 gemäß der europäischen Datenbank CORINE Land Cover (CLC) wie folgt auf:
- Wälder – 41,8 %
- heterogene landwirtschaftliche Nutzung – 41,5 %
- Wiesen – 15,1 %
- Städtebaulich beansprucht – 0,9 %
- Ackerland – 0,6 %.

Die Landwirtschaft steht im Vordergrund, sie ist für die rein landwirtschaftliche Nutzung (bestehend aus heterogener Landwirtschaft inklusive Wiesen und Ackerland) von 57,1 % im Jahr 1990 auf 57,2 % im Jahr 2018 geringfügig angestiegen.

## Klima
Saint-Saud-Lacoussière besitzt ein abgeschwächtes ozeanisches Klima, das sich durch folgende Parameter auszeichnet:
| Klimaparameter im Zeitraum 1971-2000 - Jahresmittel: 11,7 °C - Anzahl der Tage unter −5 °C: 3,1 - Anzahl der Tage oberhalb 30 °C: 5,5 - Maximum im Tages-Temperaturunterschied: 14,9 °C - Jahresniederschlag: 1042 mm - Niederschlagstage im Januar: 13,3 - Niederschlagstage im Juli: 7,8 |

Durch den Klimawandel zeichnen sich Erhöhungen im Jahresmittel ab, die sich bereits auch bemerkbar machen. So ist beispielsweise an der 48 Kilometer entfernten Wetterstation am Flughafen von Limoges-Bellegarde das langjährige Jahresmittel von 11,2 °C für 1971-2000 über 11,4 °C für 1981-2010 auf 11,8 °C für 1991-2020 angestiegen – ein Zuwachs um 0,6 °C innerhalb von 20 Jahren.

## Hydrographie

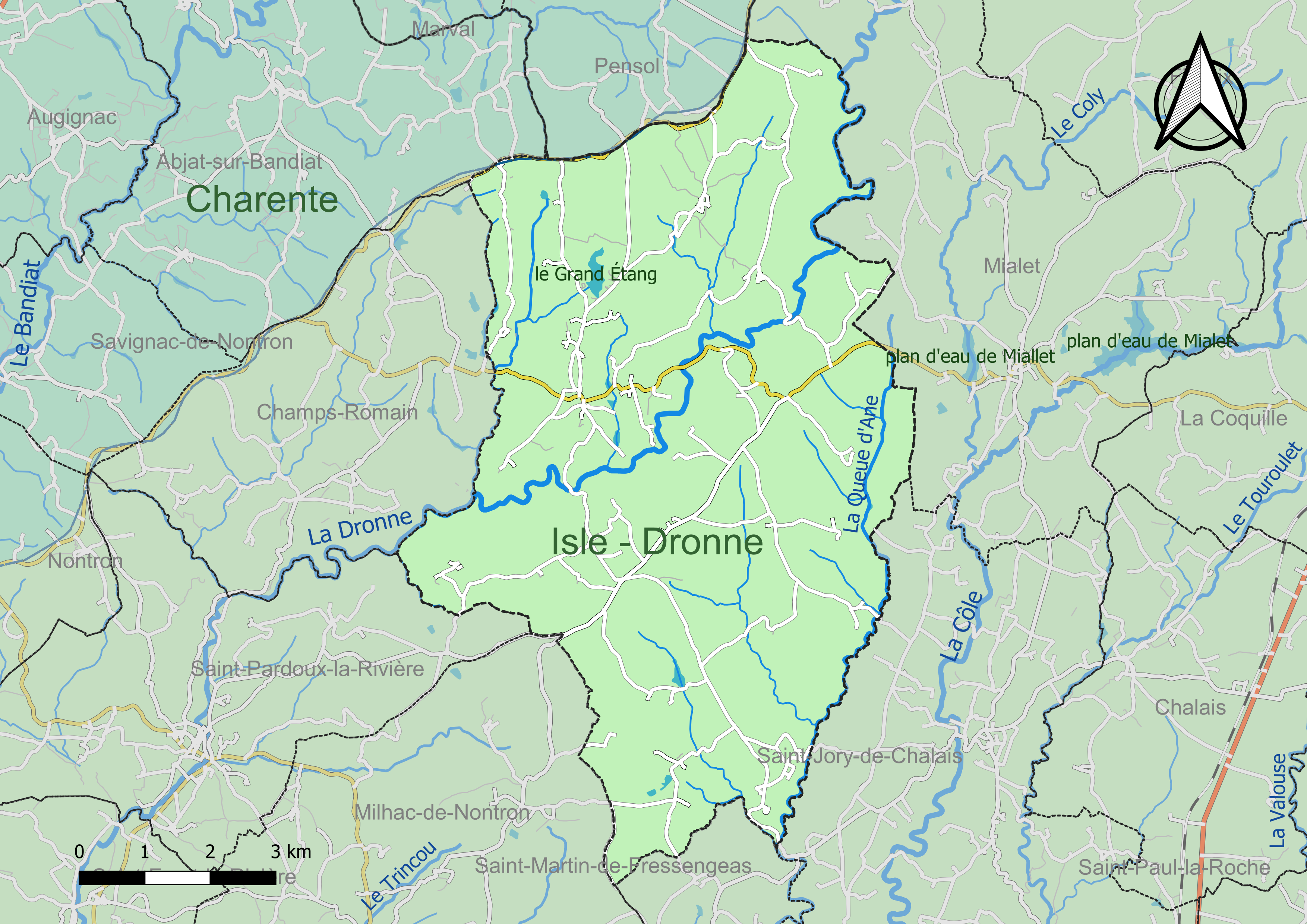
Hydrographische Karte von Saint-Saud-Lacoussière

Das Gemeindegebiet wird etwa mittig von der Dronne durchflossen. Der mäandrierende Fluss hat sich bis zu 100 Meter tief in das Grundgebirge eingeschnitten und ein schluchtartiges Tal geschaffen. Die Dronne fließt anfangs in südlicher Richtung und bildet gleichzeitig die Nordostgrenze zu Mialet. Nach einer Kursänderung auf Südwest durchquert sie von Osten kommend das Gemeindegebiet und passiert den Ortskern von Saint-Saud-Lacoussière im Süden. Sie behält die Südwestrichtung bis zum Verlassen des Gemeindegebiets westlich von Larret bei. Auf ihren letzten beiden Kilometern ist sie dann Grenzfluss zu Champs-Romain. Nennenswerte Nebenflüsse sind der rechtsseitige Ruisseau de la Bucherie und der ebenfalls rechtsseitige Ruisseau la Malencourie. Letztgenannter Bach verlängert mit seinem Verlauf die Westgrenze zu Champs-Romain nach Norden. Die Südostgrenze der Gemeinde wird von der nach Südsüdwest mäandrierenden Queue d’Ane definiert, einem rechten Nebenfluss der Côle.
Entlang der Nordwestgrenze zu Pensol und Abjat-sur-Bandiat verläuft in etwa die Wasserscheide zum Flusssystem des Bandiats, der in die Charente entwässert. Die Dronne und ihre Nebenflüsse gehören dem Flusssystem Isle–Dronne an.
Das Entwässerungsnetz der Gemeinde Saint-Saud-Lacoussière besitzt eine Gesamtlänge von 51 Kilometer.

## Geologie

Geologische Karte von Saint-Saud-Lacoussière

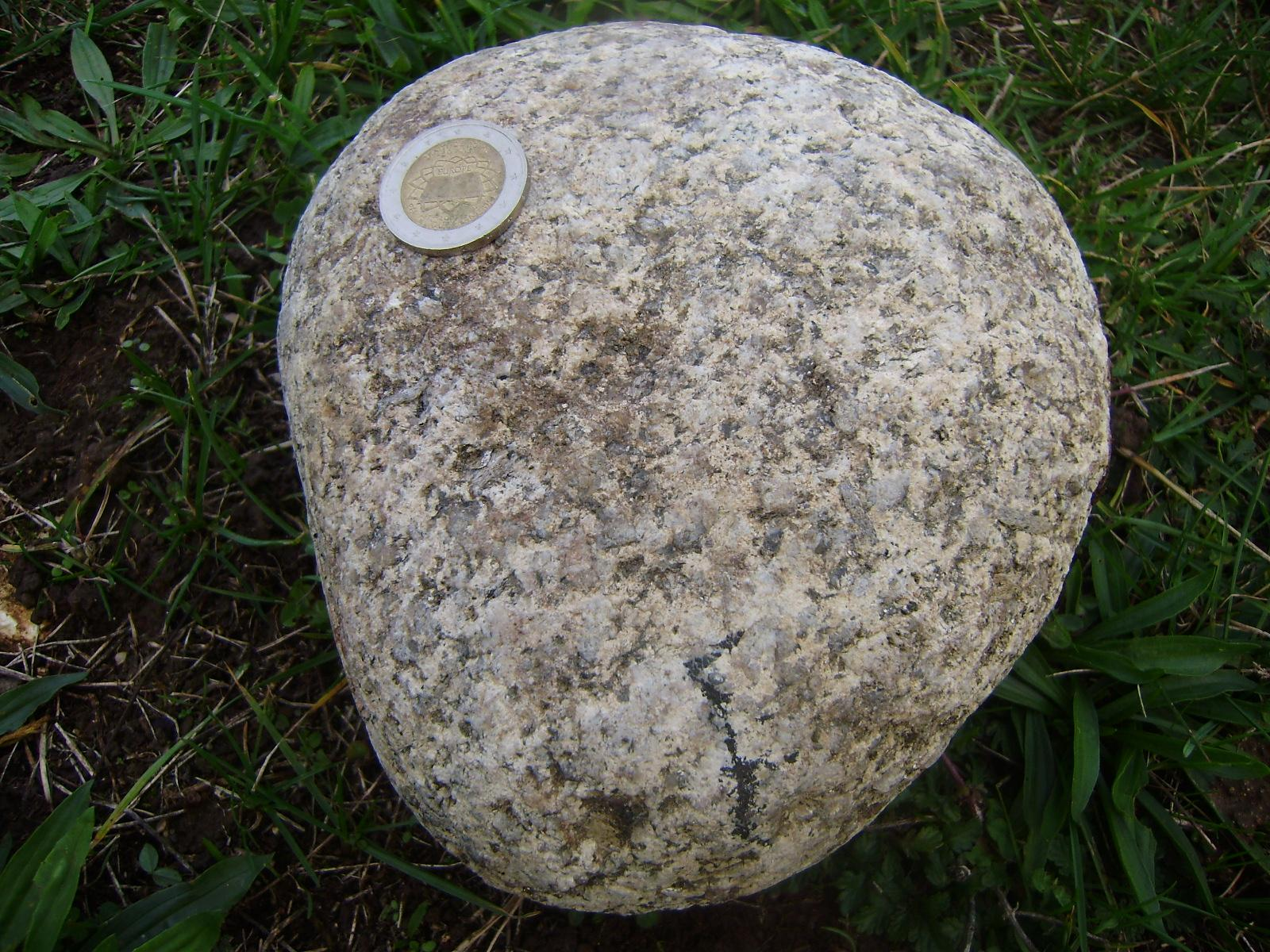
Geröll des Saint-Mathieu-Leukogranits aus der Dronne bei Saint-Saud

Saint-Saud-Lacoussière liegt vollständig auf dem metamorphen Grundgebirge des nordwestlichen Massif Central. Der Ostteil der Gemeinde wird vom Glimmerschieferband (ξ1) der Parautochthonen Glimmerschiefereinheit in Nord-Süd-Richtung durchzogen. Die Streichrichtung der Glimmerschiefer variiert hierbei zwischen Nordwest und Nordnordost, zeigt aber im Durchschnitt gen Nordnordwest. Der relativ flache Einfallswinkel beträgt generell 20 bis 40° nach Ostnordost, kann aber in mehr engständig verfalteten Glimmerschieferzügen (in Scharnieren) auch sehr steile Werte annehmen. Örtlich begrenzt können aber auch sehr starke Streuungen der Foliationen beobachtet werden. Der Faltenbau ist generell westvergent. Angetroffene Lineare fallen flach nach Südost ein (Streubereich Ostnordost bis Südsüdost).
Mit den Glimmerschiefern assoziiert ist der Saint-Mathieu-Leukogranit, der im Westteil des Gemeindegebiets in seiner Saint-Saud-Fazies auftritt (γ2M bzw.γ2b-m). Der Leukogranit drang im ausgehenden Oberkarbon in den Kontaktbereich der Glimmerschiefer mit den von ihnen überfahrenen Paragneisen (ζ1-2) ein (die Paragneise stehen weiter im Westen im Gemeindegebiet von Champs-Romain an). Dass er ein anatektisches Aufschmelzungsprodukt der Glimmerschiefer ist, lässt sich an den in ihm mitgeführten Glimmerschieferinseln bzw. -zügen ersehen (ein schönes Beispiel hierfür befindet sich an der Schule von Saint-Saud-Lacoussière). Die Hauptmasse des Leukogranits endet südlich der Dronne, setzt sich aber in einer Apophyse um Veyrinas und Bonnefond weiter gen Süden fort.
Über den Glimmerschiefern – der strukturell tiefstgelegenen Einheit im Zentralmassiv – folgen Augengneise und Leptynite der Unteren Gneisdecke des Limousins. Die Augengneise (OCζλ3b) sind am äußersten Nordostrand bei Les Grafouillades gerade noch entlang einer Nordwest-streichenden Störung aufgeschlossen; sie treten auch an der Südostgrenze südlich von Vielle Abbaye auf. Mehrere aushaltende Leptynitzüge (λ) finden sich auch in den Glimmerschiefern in der Nähe von Grandcoing.
Der Leukogranit wird von Gangscharen aus Lamprophyren (ν) durchsetzt, die vorwiegend Nord bis Nordnordost streichen. Auch Mikrogranit- (μγ) und Quarzgänge (Q) kommen im Leukogranit vor, die meist sehr ähnlich orientiert sind bzw. Nordwest oder Nordost streichen.
Störungen im Grundgebirge folgen meist typisch variszischen Streichrichtungen – Nordnordwest, Nord, Nordnordost und Nordost.
Ausgedehnte Höhenlagen im Gemeindegebiet werden oft von relativ dünnmächtigen, kolluvialen Alteriten des Pleistozäns verhüllt (Formation AC) – aus Gneisen und Graniten stammende würmzeitliche Sande sowie aus Quarzlinsen und -gängen hervorgegangene Quarzkiesel. Die Talungen der Dronne und der Queue d’Ane werden von bis zu 2 Meter mächtigem Alluvium aus der Würm-Kaltzeit und dem Holozän verfüllt (Formation K). Die mitgeführten Gerölle können hierbei Durchmesser von 30 bis 50 Zentimeter aufweisen.

## Ökologie

### Naturpark
Die Gemeinde Saint-Saud-Lacoussière bildet einen integralen Bestandteil des Regionalen Naturparks Périgord-Limousin.

### Schutzgebiete

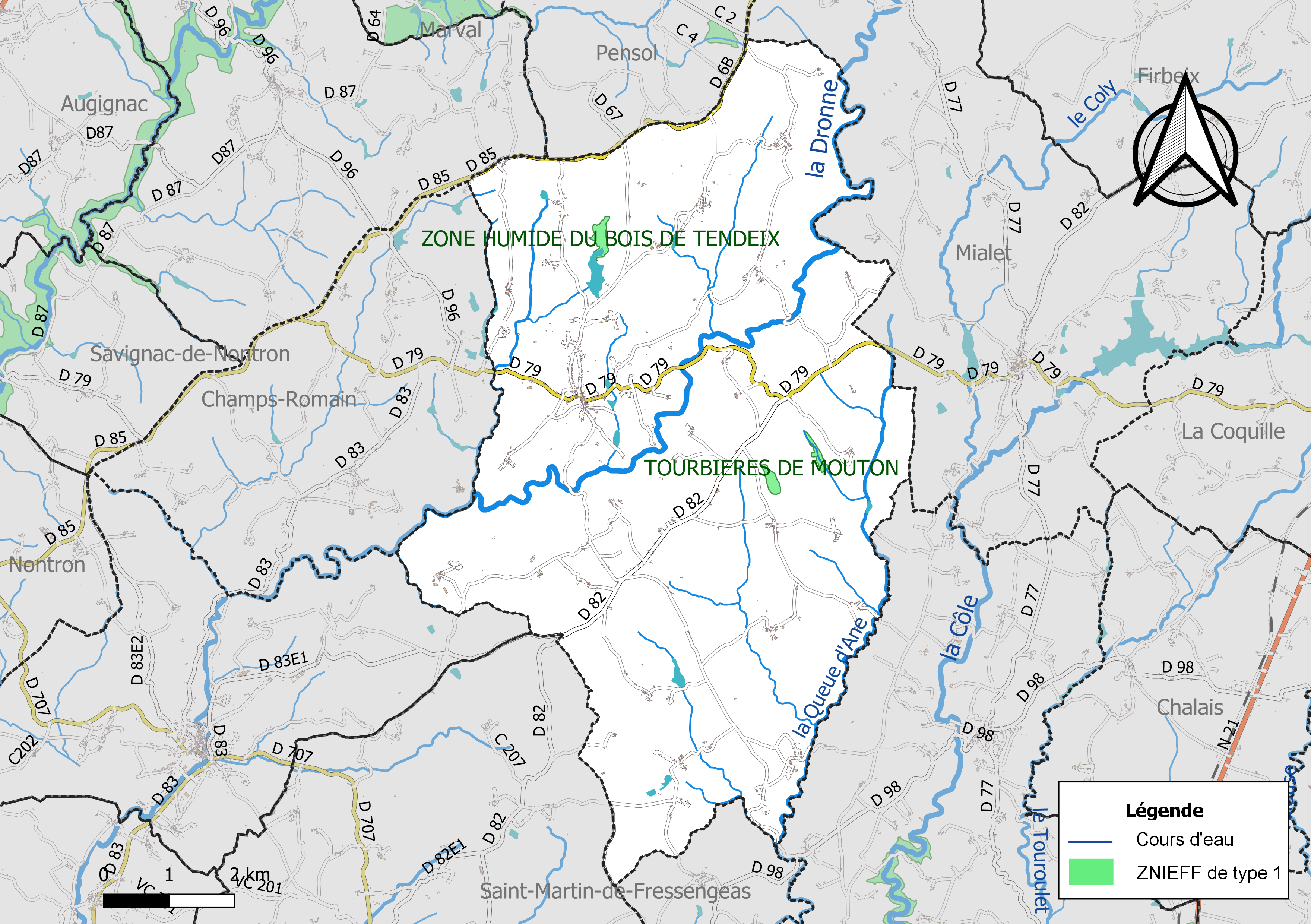
Schutzgebiete des Typus 1

In Saint-Saud-Lacoussière bestehen ökologische Schutzzonen (Französisch ZNIEFF – zone naturelle d’interêt écologique, faunistique et floristique) sowohl des Typus 1 als auch des Typus 2. Zum Typus 1 gehört das Schutzgebiet Zone humide du Bois de Tendeix unmittelbar nördlich vom Grand Étang sowie zwei kleine Gebiete der Tourbières de Mouton rechterhand oberhalb der Queue d’Ane. Die Schutzgebiete des Typus 2 umfassen die Queue d’Ane mit vier ihrer rechten Seitenarme, bezeichnet als Reseau hydrographique de la Côle en amont de Saint-Jean-de-Côle sowie das Tal der Dronne im Westen des Gemeindegebiets, bekannt als Gorges de la Haute-Dronne.

## Geschichte
Im Jahr 1163 gründeten die Zisterzienser in Peyrouse eine Abtei, die zu den vier Zisterzienserabteien im Périgord zählte. Ob der Weiler Vieille Abbaye damit im Zusammenhang steht, ist nicht geklärt. Die romanische Ortskirche von Saint-Saud-Lacoussière wurde gleichfalls im 12. Jahrhundert errichtet. Sie enthält Holzstatuen aus der ehemaligen Zisterzienserabtei. Etwa zur selben Zeit dürfte auch das Schloss von Lacoussière entstanden sein, das während des Hundertjährigen Krieges wieder zerstört wurde. Das Château de Beynac wurde im 19. Jahrhundert auf einem wesentlich älteren Fundament erbaut.

## Bevölkerungsentwicklung
| Jahr | Einwohner |  |
| 1962 | 1468      |  |
| 1968 | 1284      |  |
| 1975 | 1148      |  |
| 1982 | 1045      |  |
| 1990 | 951       |  |
| 1999 | 868       |  |
| 2005 | 861       |  |
| 2006 | 859       |  |
| 2007 | 856       |  |
| 2010 | 868       |  |
| 2015 | 844       |  |
| 2016 | 839       |  |
| 2017 | 832       |  |
| 2019 | 827       |  |

Quelle: INSEE
Die Bevölkerungsentwicklung in Saint-Saud-Lacoussière ist seit 1962 generell rückläufig (Bevölkerungsverlust von 43 Prozent), hatte sich aber zwischen 2007 und 2010 wieder etwas kurzzeitig erholt.

## Präsidentschaftswahlen 2022
| Kandidaten                       | Kandidaten            | Parteien                      | Parteien            | 1. Wahlgang | 1. Wahlgang | 2. Wahlgang | 2. Wahlgang |
| Kandidaten                       | Kandidaten            | Parteien                      | Parteien            | Stimmen     | %           | Stimmen     | %           |
| -------------------------------- | --------------------- | ----------------------------- | ------------------- | ----------- | ----------- | ----------- | ----------- |
|                                  | Emmanuel Macron       | En marche !                   | EM                  | 162         | 29,94 %     | 270         | 56,72 %     |
|                                  | Marine Le Pen         | Front national                | FN                  | 138         | 25,51 %     | 206         | 43,28 %     |
|                                  | Jean-Luc Mélenchon    | Front de gauche               | FDG                 | 90          | 16,64 %     |             |             |
|                                  | Éric Zemmour          | Reconquête                    |                     | 29          | 5,36 %      |             |             |
|                                  | Valérie Pécresse      | Les Républicains              | LR                  | 26          | 4,81 %      |             |             |
|                                  | Jean Lassalle         | Résistons !                   | R                   | 29          | 5,36 %      |             |             |
|                                  | Anne Hidalgo          | Parti socialiste              | PS                  | 7           | 1,29 %      |             |             |
|                                  | Fabien Roussel        | Parti communiste français     | PC                  | 24          | 4,44 %      |             |             |
|                                  | Nicolas Dupont-Aignan | Debout la République          | DLR                 | 9           | 1,66 %      |             |             |
|                                  | Yannick Jadot         | Europe Écologie-Les Verts     | EELV                | 22          | 4,07 %      |             |             |
|                                  | Nathalie Arthaud      | Lutte Ouvrière                | LO                  | 5           | 0,92 %      |             |             |
|                                  | Philippe Poutou       | Nouveau Parti anticapitaliste | NPA                 | 0           | 0,00 %      |             |             |
|                                  |                       |                               |                     |             |             |             |             |
| Gesamt                           | Gesamt                | Gesamt                        | Gesamt              | 541         | 100 %       | 476         | 100 %       |
|                                  |                       |                               |                     |             |             |             |             |
| Gültige Stimmen                  | Gültige Stimmen       | Gültige Stimmen               | Gültige Stimmen     | 541         | 97,13 %     | 476         | 87,82 %     |
| Ungültige Stimmen                | Ungültige Stimmen     | Ungültige Stimmen             | Ungültige Stimmen   | 16          | 2,87 %      | 66          | 12,18 %     |
| Wahlbeteiligung                  | Wahlbeteiligung       | Wahlbeteiligung               | Wahlbeteiligung     | 557         | 80,03 %     | 542         | 77,87 %     |
| Enthaltungen                     | Enthaltungen          | Enthaltungen                  | Enthaltungen        | 139         | 19,97 %     | 154         | 22,13 %     |
| Registrierte Wähler              | Registrierte Wähler   | Registrierte Wähler           | Registrierte Wähler | 696         |             | 696         |             |
|                                  |                       |                               |                     |             |             |             |             |
| Quelle: Ministère de l'Intérieur |                       |                               |                     |             |             |             |             |

Die Präsidentschaftswahlen 2022 in Saint-Saud-Lacoussière konnte Emmanuel Macron für sich entscheiden.

## Sehenswürdigkeiten
- Romanische Kirche Saint-Étienne von Saint-Saud-Lacoussière aus dem 12. Jahrhundert, erbaut aus Leukogranit
- Ruinen des Château de Lacoussière
- Ruinen der Zisterzienserabtei von Peyrouse
- Stromschnellen des Saut du Chalard an der Dronne

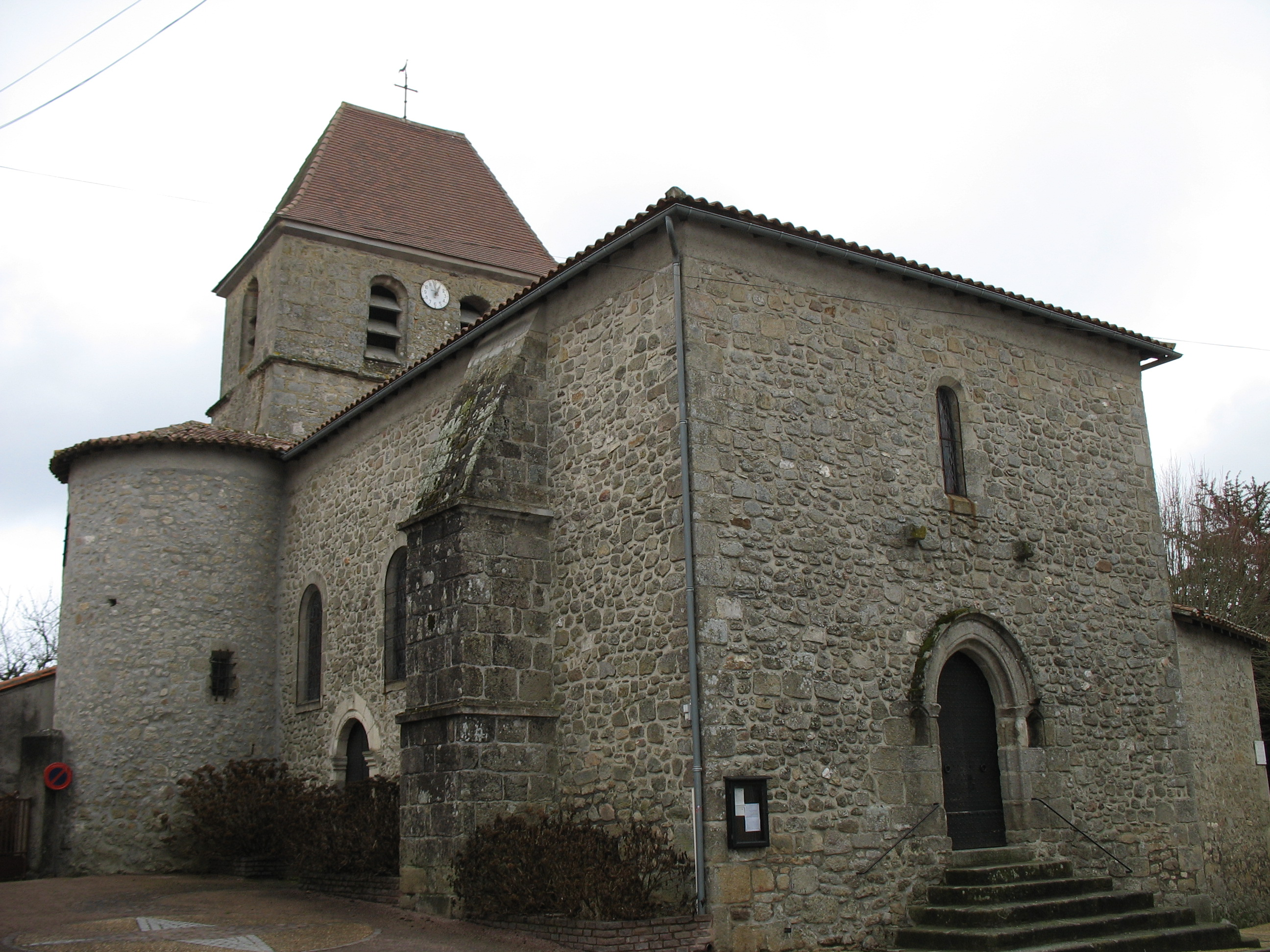
Kirche Saint-Étienne von Saint-Saud-Lacoussière
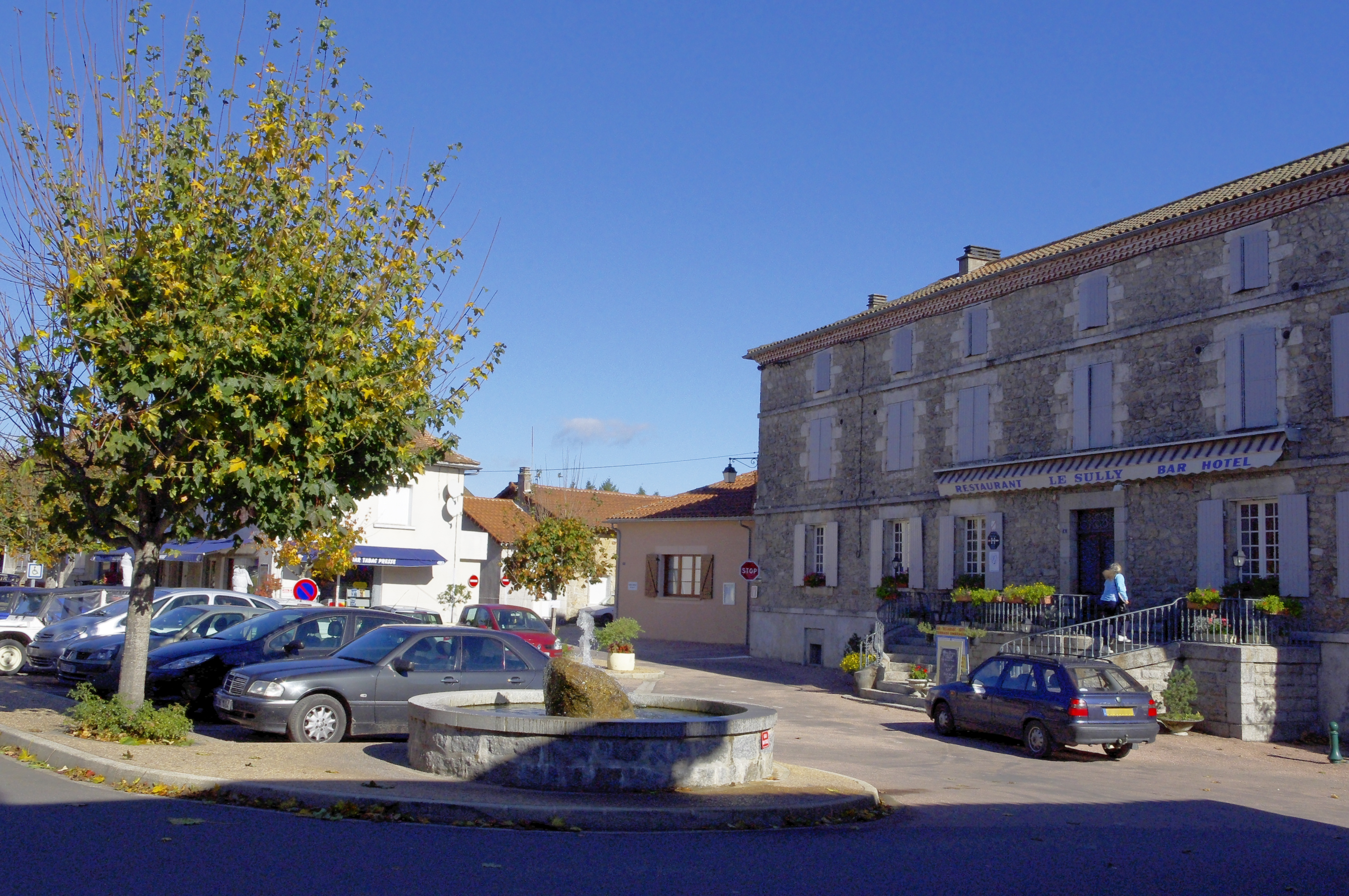
Zentraler Platz
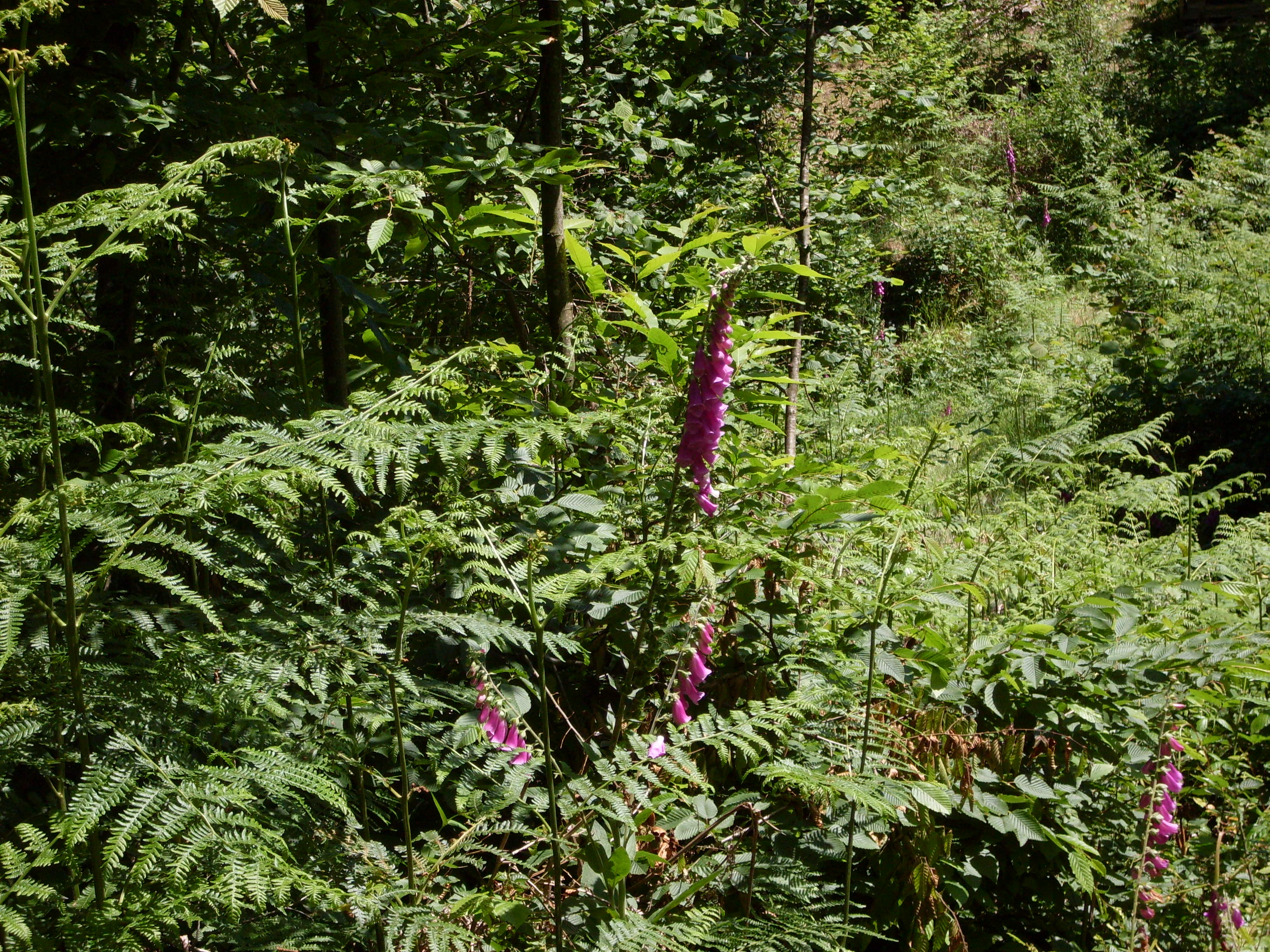
Fingerhut
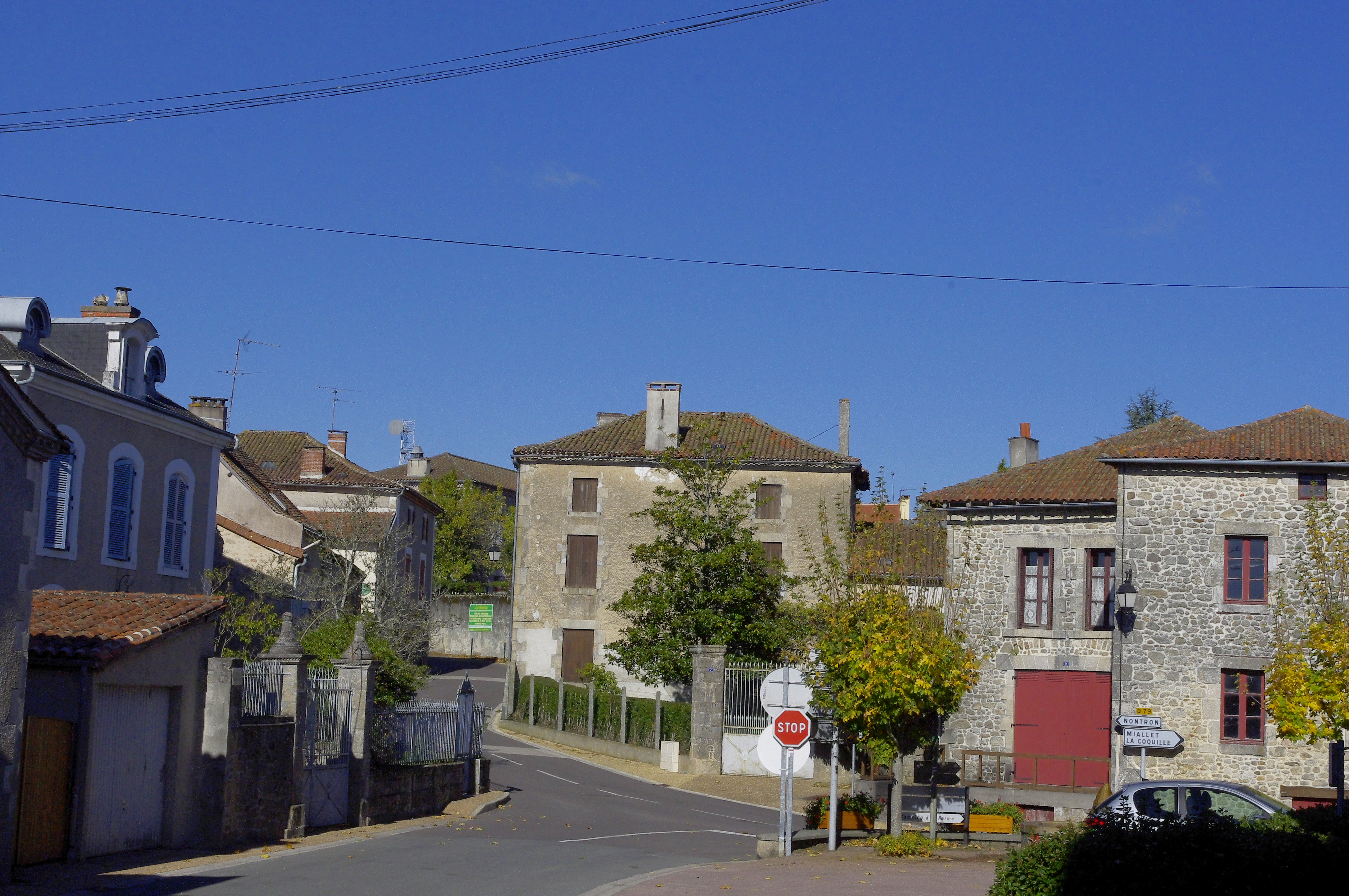
Ortseinfahrt
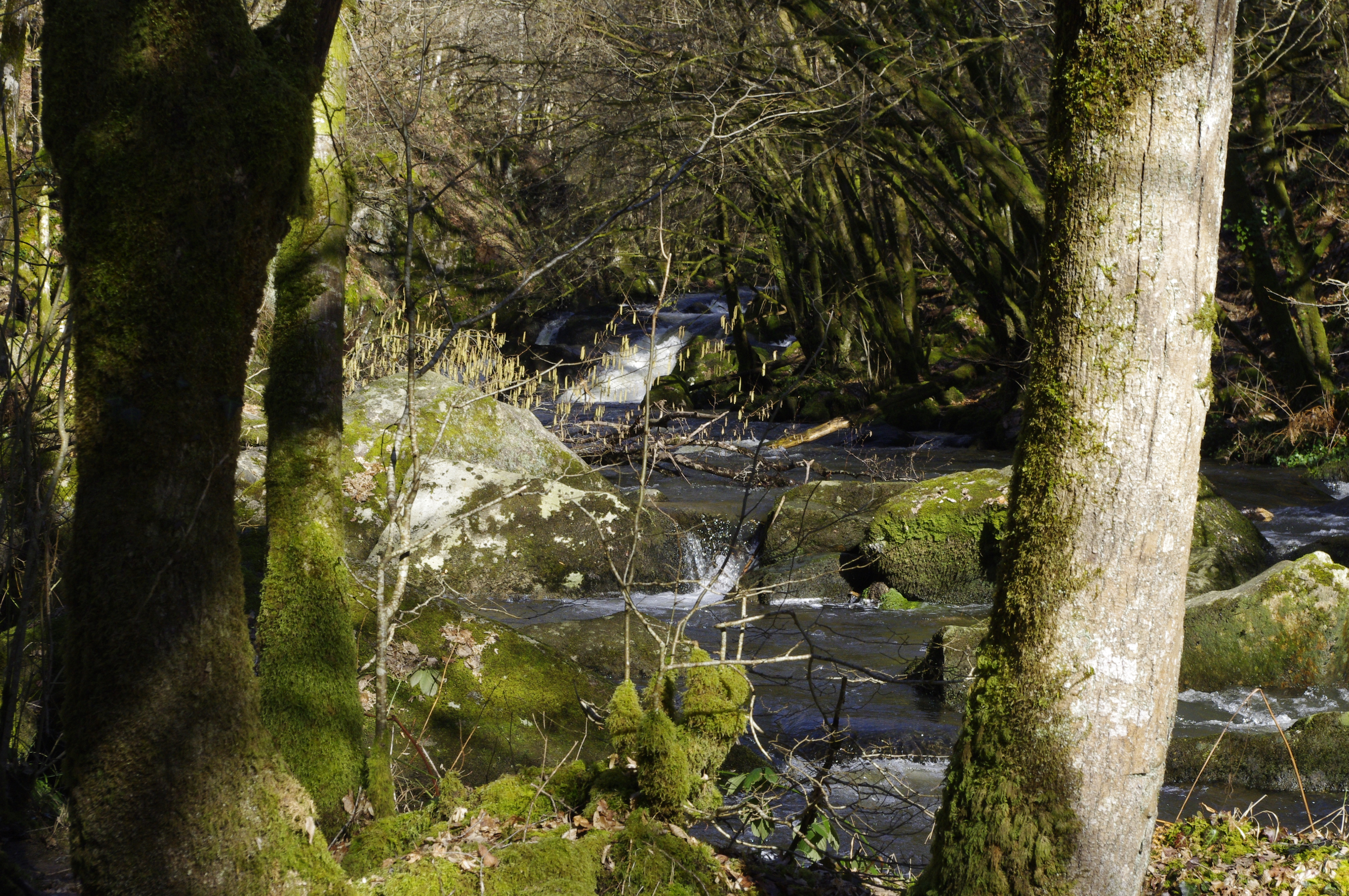
Saut du Chalard im Winter
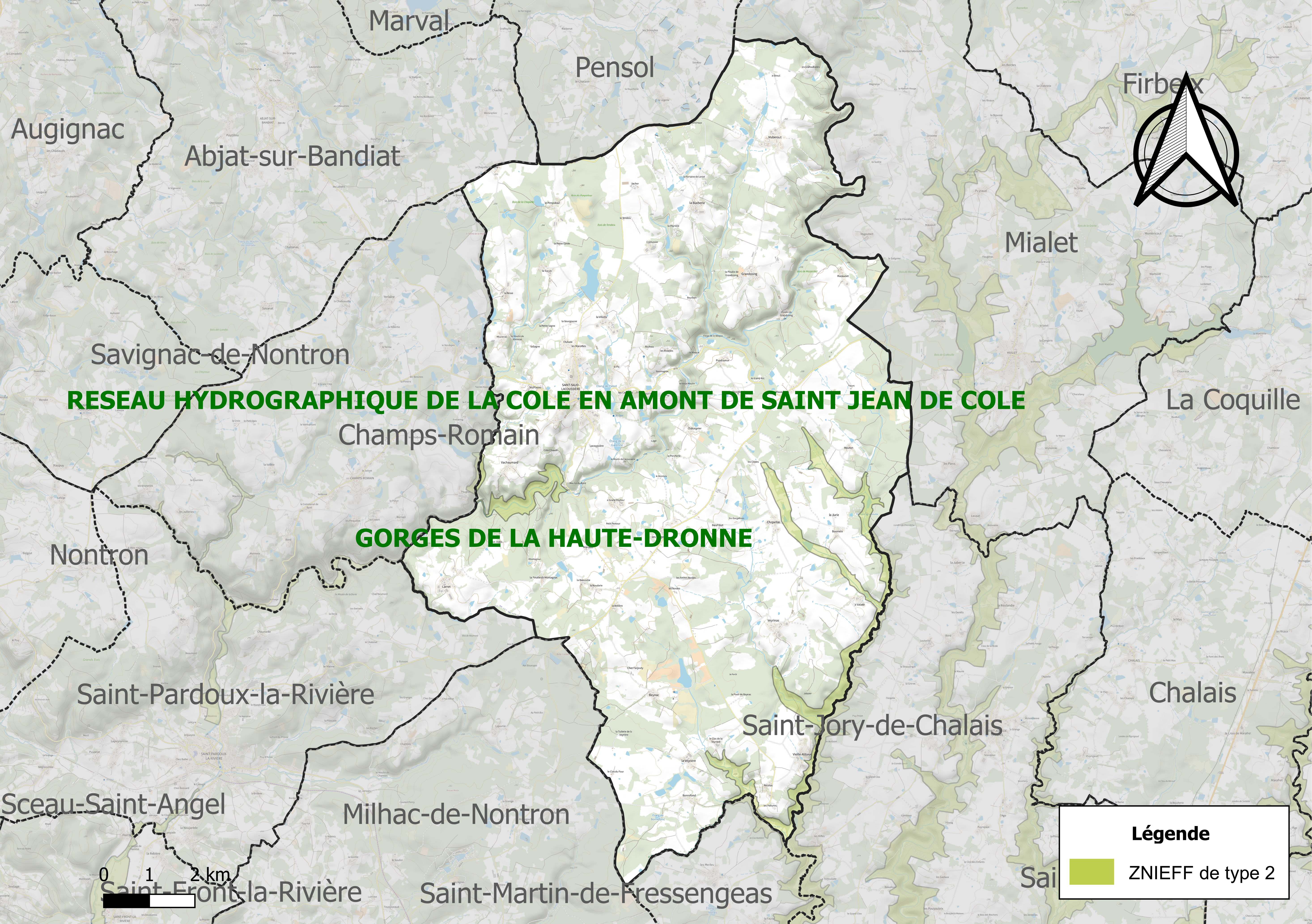
Schutzgebiete des Typus 2